# Bizgeci
Bizgeci so animirana serija Grege Mastnaka, ki je izhajala med letoma 2003 in 2009. Bizgeci so pernato ljudstvo oziroma nekakšna vmesna razvojna stopnja primati in ptiči. Živijo na območju suhe stepe.
Leta 2003 sta izšla dva animirana filma, Češnje in Na jug, ki sta služila kot pilot za animirano serijo.

## Liki

### Koki
Koki je glavni protagonist serije. Je visok bizgec rumene barve. Skupaj z udomačenim človekom Profesorjem in mačkom Nerom živi v beli kletki.
Vsega se loti nepremišljeno, zaradi česar je njegovih uspehov prav malo. Neuspehi ga ne ganejo, niti ga ničesar ne naučijo. Še tako hude neuspehe hitro pozabi ali pa jih predstavi kot svoje dosežke. Po značaju je precej samovšečen.

### Bigo in Figo
Bigo in figo sta bizgeca rožnate in zelene barve. Njuni kletki sta jima po barvi in zgradbi podobni.
Čeprav vedno držita skupaj, predstavljata nasprotje: Bigo je čokat in energičen, medtem ko je Figo visok in suh, ter bolj umirjena oseba.

### Profesor
Profesor je človek modre polti. Nosi belo haljo in črne hlače. Tako kot Koki živi v beli kletki.
Profesor je zelo premišljen človek, ki si za doseganje ciljev rad vzame čas. Z neverjetno potrpežljivostjo prenaša Kokijeve traparije. Slednji ga rad izkoristi za izdelavo različnih strojev, ki pa sicer niso njegova specializiranost; Profesor je namreč strasten biolog.

### Nero
Nero je zelenook maček črne barve. Živi v beli kletki skupaj s Kokijem in Profesorjem.
Resda je maček, vendar je precej pametnejši kot pa je videti.

## Epizode

### Sezona 1 (2003)
| Zap. # | Epizoda sezone | Naslov epizode | Režija        | Scenarij                  |
| ------ | -------------- | -------------- | ------------- | ------------------------- |
| 1.     | 1              | Češnje         | Grega Mastnak | Grega Mastnak, Peter Povh |
| 2.     | 2              | Na jug         | Grega Mastnak | Grega Mastnak, Peter Povh |

### Sezona 2 (2006)
| Zap. # | Epizoda sezone | Naslov epizode    | Režija        | Scenarij                                  |
| ------ | -------------- | ----------------- | ------------- | ----------------------------------------- |
| 3.     | 1              | Drvarji           | Grega Mastnak | Grega Mastnak, Peter Povh, Vladimir Leben |
| 4.     | 2              | Zaklad            | Grega Mastnak | Grega Mastnak, Peter Povh, Vladimir Leben |
| 5.     | 3              | Na Luno           | Grega Mastnak | Grega Mastnak, Peter Povh, Vladimir Leben |
| 6.     | 4              | Ribolov           | Grega Mastnak | Grega Mastnak, Peter Povh, Vladimir Leben |
| 7.     | 5              | Krotilec          | Grega Mastnak | Grega Mastnak, Peter Povh, Vladimir Leben |
| 8.     | 6              | Pesniki           | Grega Mastnak | Grega Mastnak, Peter Povh, Vladimir Leben |
| 9.     | 7              | Nogomet           | Grega Mastnak | Grega Mastnak, Peter Povh, Vladimir Leben |
| 10.    | 8              | Čas ljubezni      | Grega Mastnak | Grega Mastnak, Peter Povh, Vladimir Leben |
| 11.    | 9              | Božična           | Grega Mastnak | Grega Mastnak, Peter Povh, Vladimir Leben |
| 12.    | 10             | Zobobol           | Grega Mastnak | Grega Mastnak, Peter Povh, Vladimir Leben |
| 13.    | 11             | Koruza            | Grega Mastnak | Grega Mastnak, Peter Povh, Vladimir Leben |
| 14.    | 12             | Zimske radosti    | Grega Mastnak | Grega Mastnak, Peter Povh, Vladimir Leben |
| 15.    | 13             | Človek ne jezi se | Grega Mastnak | Grega Mastnak, Peter Povh, Vladimir Leben |

### Sezona 3 (2008)
| Zap. # | Epizoda sezone | Naslov epizode      | Režija        | Scenarij      |
| ------ | -------------- | ------------------- | ------------- | ------------- |
| 16.    | 1              | Kralj Alkohol       | Grega Mastnak | Grega Mastnak |
| 17.    | 2              | Kako postati tepih  | Grega Mastnak | Grega Mastnak |
| 18.    | 3              | Cigareta            | Grega Mastnak | Grega Mastnak |
| 19.    | 4              | Popolnoma čisto     | Grega Mastnak | Grega Mastnak |
| 20.    | 5              | Varna ljubezen      | Grega Mastnak | Grega Mastnak |
| 21.    | 6              | Denar ali življenje | Grega Mastnak | Grega Mastnak |
| 22.    | 7              | Ni problema         | Grega Mastnak | Grega Mastnak |
| 23.    | 8              | Sladki film         | Grega Mastnak | Grega Mastnak |
| 24.    | 9              | Veliki finale       | Grega Mastnak | Grega Mastnak |
| 25.    | 10             | Tarzan              | Grega Mastnak | Grega Mastnak |

### Sezona 4 (2009)
| Zap. # | Epizoda sezone | Naslov epizode    | Režija        | Scenarij      |
| ------ | -------------- | ----------------- | ------------- | ------------- |
| 26.    | 1              | Dieta             | Grega Mastnak | Grega Mastnak |
| 27.    | 2              | Težko breme       | Grega Mastnak | Grega Mastnak |
| 28.    | 3              | Gensko obogateno  | Grega Mastnak | Grega Mastnak |
| 29.    | 4              | Nespečnost        | Grega Mastnak | Grega Mastnak |
| 30.    | 5              | Fitnes            | Grega Mastnak | Grega Mastnak |
| 31.    | 6              | Kolo sreče        | Grega Mastnak | Grega Mastnak |
| 32.    | 7              | Epidemija rumnek  | Grega Mastnak | Grega Mastnak |
| 33.    | 8              | Lepotna operacija | Grega Mastnak | Grega Mastnak |
| 34.    | 9              | Zdravo rjavo      | Grega Mastnak | Grega Mastnak |
| 35.    | 10             | Hrup              | Grega Mastnak | Grega Mastnak |